# Юмагузинська ГЕС
Юмагузинська гідроелектростанція — ГЕС на річці Білій в Башкирії.

## Загальні відомості
Будівництво ГЕС почалося в 1998, закінчилося в 2007. Склад споруд ГЕС:
- насипна гребля з суглинковим ядром довжиною 605 м і висотою 70 м;
- поверхневий береговий водоскид;
- підвідний канал довжиною 90 м;
- підвідний водовід довжиною 70 м;
- пригреблева будівля ГЕС.

Потужність ГЕС — 45 МВт. У будівлі ГЕС встановлено три поворотно-лопаткових гідроагрегати потужністю по 15 МВт, що працюють при розрахунковому натиску 40 м. Напірні споруди ГЕС утворюють Юмагузинське водосховище площею 35,6 км², повним об'ємом 890 млн м³.
ГЕС спроектована інститутом «Гідропроект».
Юмагузинський гідровузол вирішує в першу чергу завдання забезпечення водопостачання та захисту від повеней, з попутною виробленням електроенергії.
Юмагузинська ГЕС входить до складу ВАТ «Башкирэнерго», будівництво здійснювалося ТОВ «Юмагузинское водохранилище».

## Екологічні проблеми
Юмагузинський гідровузол створений у вузькій гірській долині, і площі затоплень цінних земель невеликі. Гідровузол критикується за затоплення земель національного парку «Башкирія», скорочення ареалів ряду рідкісних тварин і рослин. Висловлювалися побоювання з приводу погіршення якості води у водосховищі та річці Біла, а також втрати води з водосховища в підземні карстові порожнини.

## Історія будівництва

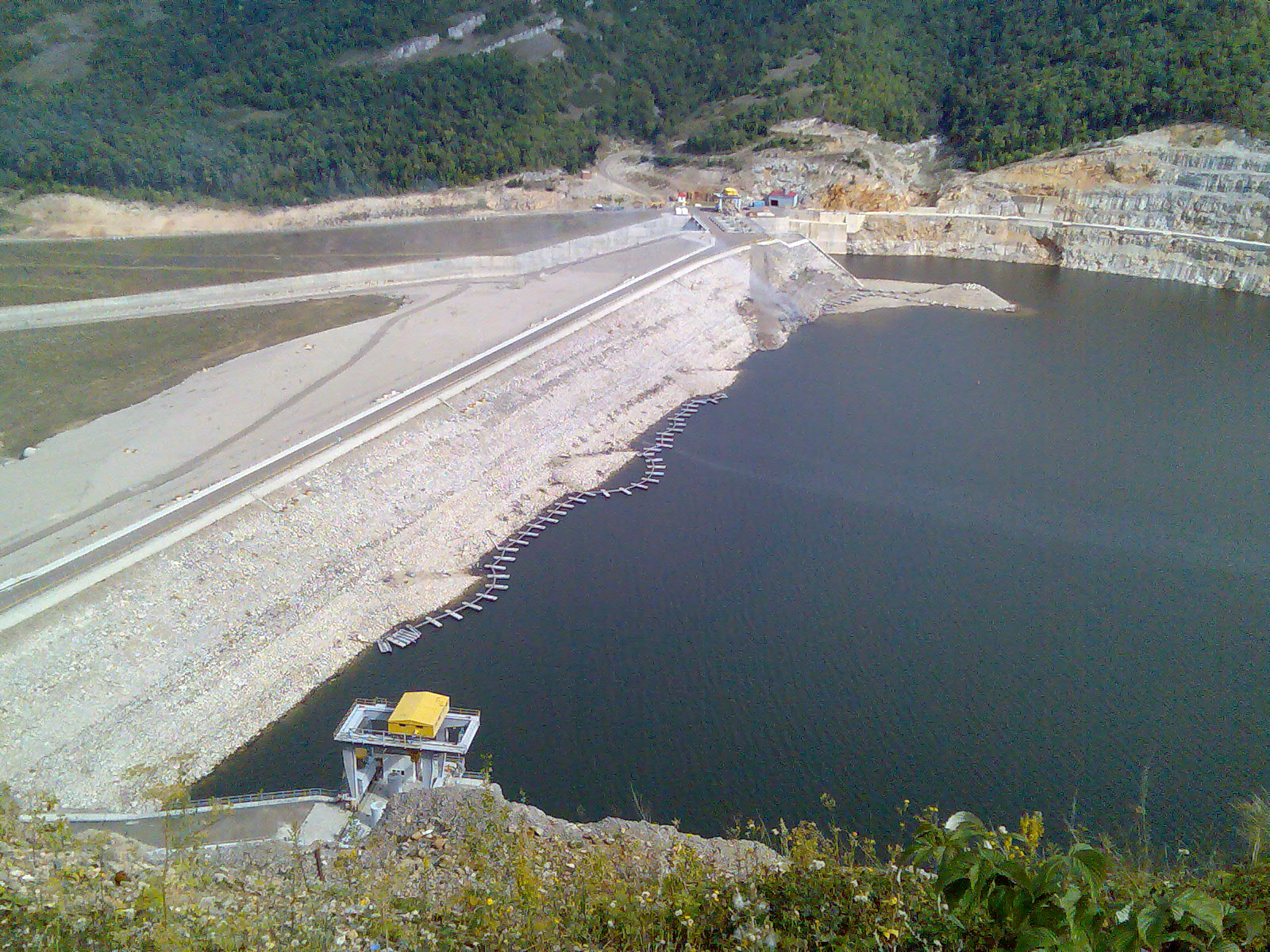
Гребля Юмагузинської ГЕС

Створення водосховища для вирішення проблем водопостачання промислових районів Башкирії проектувалося з 1970-х рр.. У 1982 були розпочаті підготовчі роботи зі створення Іштугановського водосховища на р. Біла, за 14 км нижче створу Юмагузинської ГЕС (об'ємом 3 км³ і площею понад 150 км²). Будівництво водосховища зустріло активні протести екологів, які користувалися в кінці 1980-х рр. великою суспільною підтримкою, і було зупинено в 1989.
У подальшому, замість Іштугановського водосховища було розроблено проект каскаду з трьох водосховищ на річці Біла з меншими площами затоплення. У 1998 почалося будівництво першого з них — Юмагузинського.
Будівництво гідровузла йшло швидкими темпами. 10 червня 2003 було перекрито русло р. Біла, 7 жовтня 2004 пущений перший гідроагрегат, у грудні 2004 — другий, 2 квітня 2005 — третій. 21 липня 2007 гідровузол урочисто введено в експлуатацію.